# Gora Lysaja
Gora Lysaja (ryska: Гора Лысая) är en kulle i Belarus. Den ligger i voblasten Minsks voblast, i den centrala delen av landet, 30 km norr om huvudstaden Minsk. Toppen på Gora Lysaja är 350 meter över havet.
Terrängen runt Gora Lysaja är huvudsakligen platt. Gora Lysaja är den högsta punkten i trakten. Närmaste större samhälle är Balsjavіk, 18,4 km söder om Gora Lysaja.
I omgivningarna runt Gora Lysaja växer i huvudsak blandskog. Runt Gora Lysaja är det ganska tätbefolkat, med 70 invånare per kvadratkilometer.